# 街のサンドイッチマン
「街のサンドイッチマン」（まちのさんどいっちまん）とは、日本ビクター（音楽事業部。後のJVCケンウッド・ビクターエンタテインメント）から発売された鶴田浩二の楽曲。

## 概要
1953年（昭和28年）発売。前年に作詞家デビューしたばかりの宮川にとっての出世作となった。歌詞には実在したモデルがおり、連合艦隊司令長官などを歴任した元大日本帝国海軍軍人・高橋三吉の息子である高橋健二とされる。父親がA級戦犯として逮捕され、その煽りを受けて自らも勤務先を解雇されたために生活が困窮し、サンドイッチマンの仕事で日銭を稼がねばならなくなった悲哀を歌っている。